# Akatizija
Akatizija je motnja gibanja, za katero je značilen subjektiven občutek notranjega nemira, ki ga spremljata duševna stiska in nezmožnost sedenja pri miru. Navadno so najbolj prizadete noge. Bolniki se lahko vrtijo, zibljejo naprej in nazaj ali korakajo, medtem ko imajo nekateri zgolj neprijetni občutek v telesu. Najhujši primeri pogosto vodijo v agresijo, nasilje in samomorilne misli.
Glavni razlog so antipsihotiki, predvsem antipsihotiki prve generacije, tako imenovani klasični antipsihotiki ali nevroleptiki. Med druge vzroke spadajo selektivni zaviralci ponovnega privzema serotonina (SSRI), metoklopramid, reserpin, Parkinsonova bolezen in nezdravljena shizofrenija. Do motnje občasno pride ob prenehanju zdravljenja z antipsihotiki. Osnovni mehanizem naj bi vključeval dopamin. Diagnoza temelji na bolnikovih simptomih. Od sindroma nemirnih nog se akatizija razlikuje po tem, da ni povezana s spanjem.
Zdravljenje lahko vključuje zamenjavo antipsihotika z antipsihotikom, ki ima manjšo tveganje za razvoj stanja. Uporaben naj bi bil antidepresiv mirtazapin, poskusi pa kažejo, da so koristni tudi difenhidramin, tradozon, benzatropin (benzotropin) in beta zaviralci.
Izraz je prvi uporabil češki nevropsihiater Ladislav Haškovec, ki je fenomen opisal leta 1901. Termin ima grško poreklo; a- pomeni  "ne" in καθίζειν kathízein, prevajamo kot "sesti", drugače povedano "nezmožnost se usesti".

## Klasifikacija
Akatizijo se običajno dojema kot z zdravili povzročeno motnjo gibanja, a se občasno nanjo gleda tudi kot na nevropsihiatrični problem, ker se lahko izraža popolnoma subjektivno (brez vidnih nepravilnosti gibanja). Akatizijo navadno povezujemo z antipsihotiki, pojavlja pa se tudi pri Parkinsonovi bolezni in drugih nevropsihiatričnih motnjah.

## Znaki in simptomi
Simptomi akatizije so navadno občutje živčnosti, nelagodje, napetost, nemirnost in nesposobnost sprostitve. Zabeleženi simptomi vključujejo tudi nespečnost, neprijetne občutke, psihomotorično agitacijo, tesnobo in paniko. Simptomi naj bi spominjali na znake nevropatskih bolečin, podobnih fibromialgiji in sindromu nemirnih nog. Ob jemanju psihiatričnih zdravil so simptomi neželeni učinki, ki navadno izginejo hitro po prenehanju jemanja zdravil. Drugačna je tardivna akatizija, ki nastopi relativno pozno in lahko traja še dolgo po zaustavitvi jemanja zdravil (mesece ali celo leta).
Ob nepravilnih diagnozah z antipsihotiki povzročene akatizije se pogosto predpiše še več antipsihotikov, ki lahko poslabšajo simptome. Če se simptome ne prepozna in zdravi, se lahko akatizija stopnjuje in vodi v agresijo, nasilje ter samomorilne misli.
Vidni znaki akatizije vključujejo ponavljajoča se gibanja, kot so prekrižanje in odkrižanje nog, nenehno prestopanje itd. Drugi pomembni znaki so zibanje naprej in nazaj, vrtenje ter korakanje. Omenjeni simptomi se lahko pojavljajo tudi pri manijah, agitirani depresiji in ADHD, pri čemer so tovrstna gibanja v teh primerih prostovoljna.
Jack Henry Abbott, ki je bil diagnosticiran z akatizijo, je občutje leta 1981 opisal takole: "Boli te od nemira, zatorej čutiš potrebo po korakanju in prestopanju. In takoj ko začneš korakati, se ti zgodi nasprotno: imaš občutek, da moraš sesti in počivati. Greš nazaj in naprej, gor in dol... ne moreš priti do olajšanja..."

## Vzroki
| Kategorija                 | Primeri                                                                 |
| -------------------------- | ----------------------------------------------------------------------- |
| Antipsihotiki              | Haloperidol, amisulprid, risperidon, aripiprazol, lurasidon, ziprazidon |
| SSRI                       | Fluoksetin, paroksetin, citalopram, sertralin                           |
| Antidepresivi              | Venlafaksin, triciklini, trazodon, mirtazapin                           |
| Antiemetiki                | Metoklopramid, proklorperazin, prometazin                               |
| Prenehanje jemanja zdravil | Prenehanje jemanja antipsihotikov                                       |
| Serotoninski sindrom       | Škodljive kombinacije psihotropičnih drog                               |

### Z zdravili povzročena
Z zdravili povzročena akatizija se imenuje tudi akutna akatizija in je pogosto povezana z jemanjem antipsihotikov. Antipsihotiki zavirajo receptorje dopamina, sama patofiziologija pa je slabo razumljena. Zdravila, ki imajo terapevtske učinke pri zdravljenju z zdravili povzročene akatizije, so omogočila spoznavanje vključenosti drugih transmiterskih sistemov. Ti vključujejo benzodiazepine, beta zaviralce in anatagoniste serotonina.
Akatizija vključuje zvišane ravni živčnega prenašalca norepinefrina (noradrenalina), povezanega z mehanizmi, ki nadzorujejo agresijo, pozornost in vzburjenost. Povezana je bila tudi s Parkinsonovo boleznijo in sorodnimi sindromi.

## Diagnoza
Prisotnost in intenziteto akatizije je mogoče meriti s pomočjo Barnesove lestvice (Barnes Akathisia Scale) ki vključuje tako objektivne kot tudi subjektivne kriterije. Natančna analiza akatizije je problematična, kajti obstaja veliko različnih tipov, ki jih je težko ločevati od motenj s podobnimi simptomi.
Primarne značilnosti, s pomočjo katerih je mogoče akatizijo ločevati od drugih sindromov, so subjektivne karakteristike, kot so denimo občutja notranjega nemira in napetosti. Nekateri psihiatri bolnikom dajejo sporno diagnozo "psevdoakatizije".

## Zdravljenje
Akutno akatizijo, povzročeno z zdravili (pogosto antipsihotiki), se zdravi z zmanjšanjem ali prenehanjem jemanja zdravil. Učinkovite so lahko majhne doze antidepresiva mirtazapina. Benzodiazepini (kot je lorazepam), beta zaviralci (npr. propranolol), antiholinergiki (denimo benztropin) in antagonisti serotonina (kot je ciproheptadin) se prav tako uporabljajo za zdravljenje akutne akatizije, a so manj učinkoviti pri kronični akatiziji. Koristni so lahko tudi vitamin B in nadomestki železa (če je to v pomanjkanju).

## Epidemiologija
Do leta 2007 so bili epidemiološki podatki omejeni na akatizijo, povzročeno z antipsihotiki prve generacije (klasičnimi antipsihotiki). Razširjenost akatizije je lahko manjša, kajti antipsihotiki druge generacije (atipični antipsihotiki) predstavljajo manjše tveganje za pojav akatizije.
Približno eden izmed štirih bolnikov, zdravljenih s klasičnimi antipsihotiki, ima akatizijo.